# Gunung Meuntulang
Gunung Meuntulang är en kulle i Indonesien.   Den ligger i provinsen Aceh, i den västra delen av landet, 1 700 km nordväst om huvudstaden Jakarta. Toppen på Gunung Meuntulang är 59 meter över havet.
Terrängen runt Gunung Meuntulang är platt.Runt Gunung Meuntulang är det glesbefolkat, med 14 invånare per kvadratkilometer. I omgivningarna runt Gunung Meuntulang växer i huvudsak städsegrön lövskog.